# (74113) 1998 QZ42
(74113) 1998 QZ42 – planetoida z pasa głównego asteroid okrążająca Słońce w ciągu 4,41 lat w średniej odległości 2,69 j.a. Odkryta 17 sierpnia 1998 roku.